# Tanzimat

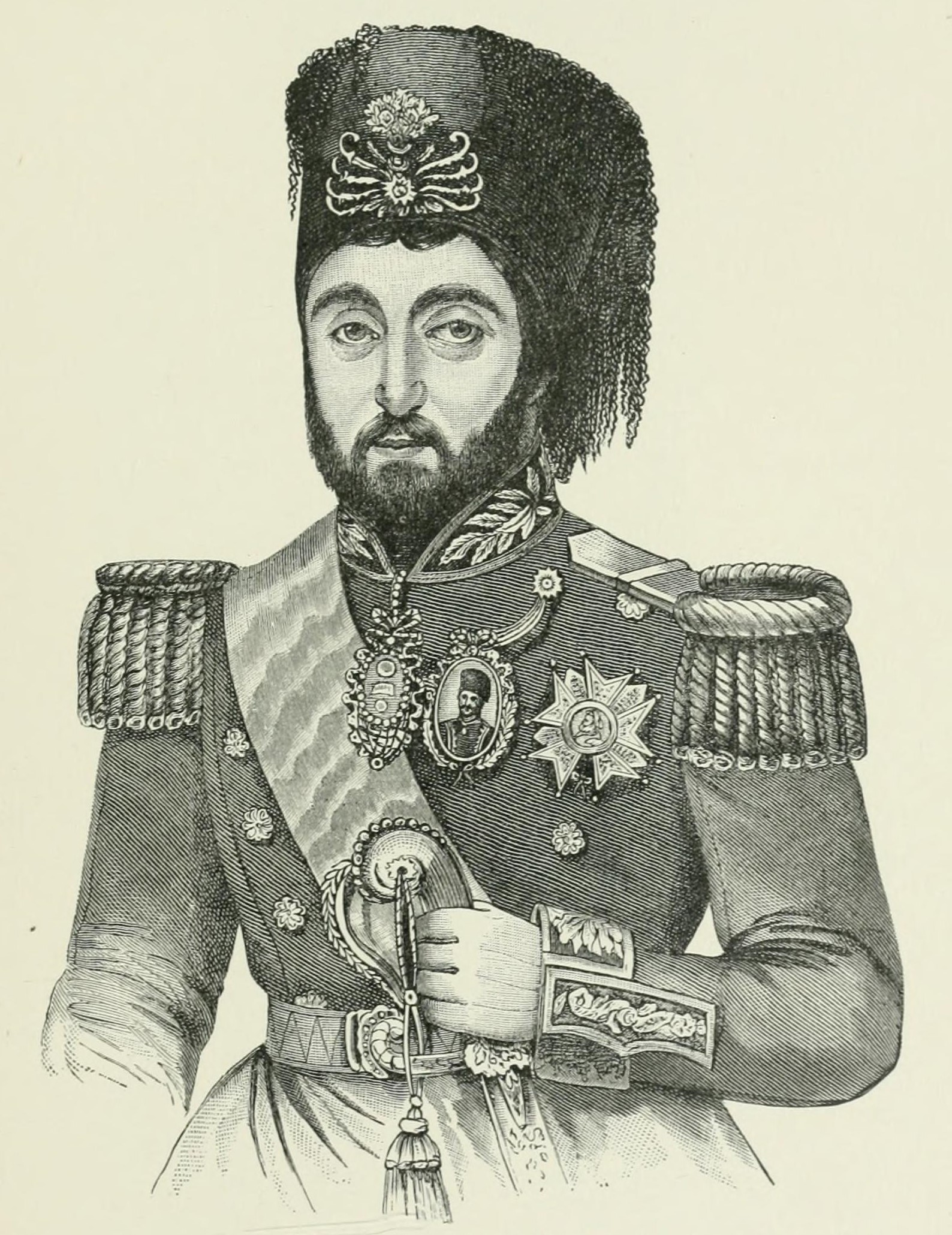
Koca Mustafa Reşid Paşa, principalul architect al
Tanzimât Hatt-ı Şarif تنظيمات din Gülhane (Camera Trandafirului)
Edictul Imperial Otoman pentru Reorganizare emis pe 3 noiembrie 1839

Tanzimât (limba turcă otomană: تنظيمات), în traducere reorganizare, a fost o perioadă istorică în Imperiul Otoman care a început în 1839 și s-a terminat odată cu începerea primei perioade constituționale în 1876. Reformele perioadei Tanzimât au avut ca scop modernizarea imperiului, apărarea integrității sale teritoriale  și lupta împotriva tendințelor centrifuge naționaliste sau a agresiunilor externe. Reformele au încurajat „otomanismul” în rândul diferitelor grupuri etnice din imperiu, văzut ca o contrapondere a mișcărilor naționaliste. Reformele au încercat să-i integreze pe  nemusulmani și pe cei de alte naționalități decât turcă în societatea otomană prin asigurarea unor drepturi egale. 

## Origini
Ideea Tanzimât  a fost promovată de sultani reformiști precum Mahmud al II-lea și Abdülmecid I, sau de personalități otomane care fuseseră educate în Europa precum Ali Pașa, Fuad Pașa, Ahmet Cevdet Pașa sau Midhat Pașa. Ei erau conștienți că vechile instituții militare și religioase nu mai corespundeau nevoilor imperiului într-o lume în continuă dezvoltare. O bună parte a schimbărilor simbolice care au avut loc, așa cum a fost cea a uniformelor, au fost gândite să schimbe viziunea birocraților imperiali. Alte reforme au fost încercări de adoptare a unor practici europene, care fuseseră aplicate cu succes în vestul continentului, precum serviciul militar obligatoriu, învățământul laic, lupta împotriva corupției. Tanzimatul a inclus politica otomanismului, care presupunea unirea diferitelor naționalități trăitoare pe teritoriul imperiului, „musulmani și nemusulmani, turci și greci, armeni și evrei, kurzi și arabi”. Această politică a început oficial cu proclamarea egalității în fața legii a tuturor cetățenilor otomani, indiferent de religie.

## Obiective
Proiectul ambițios a fost lansat pentru combaterea declinului continuu al imperiului, al cărui teritoriu se restrângea, și a cărei putere era în continuă descreștere față de statele europene. Inițiatorii reformelor sperau ca prin renunțarea la sistemul mileturilor, Imperiul Otoman să fie capabil să-și controleze toți cetățenii. În plus, exista convingerea că marile puteri ar fi perceput reformele ca schimbări fundamentale și ar fi scăzut presiunile la care supuneau imperiul.

## Reformele
Reformele Tanzimât au început în timpul domniei lui Mahmud al II-lea. Pe 3 noiembrie 1839, sultanul Abdülmecid I a promulgat un regulament organic pentru guvernarea generală a imperiului Hatt-ı Șerif (Edictul Imperial) din Gülhane (parcul imperial unde a fost proclamat pentru prima oară). Acest document a mai fost numit și Tanzimât Fermânı' (Firmanul reorganizării).
Sultanul declara în preambulul actului că dorește să „să aducă binefacerile unei bune administrații provinciilor Imperiului Otoman prin intermediul unor noi instituții”. Aceste instituții aveau să se ocupe în principal de
- oferirea de garanții supușilor otomani pentru siguranța vieții, onoarei și proprietății,
- introducerea primelor bancnote (1840),
- deschiderea unei rețele de oficii poștale (1840),
- reorganizarea sistemului financiar după model francez (1840),
- reforma codurilor de procedură penală și civilă după model francez (1840),
- înființarea Meclis-i Maarif-i Umumiye (1841), care a servit de model  pentru primul Parlament otoman (1876);
- reorganizarea armatei și schimbarea metodelor de recrutare și fixarea serviciului militar standard (1843 – 1844);
- adoptarea imnului național și a drapelului național  (1844);
- efectuarea primului  recensământ în 1844 (au fost recenzați doar bărbații);
- emiterea primelor cărți de identitate naționale, Mecidiye (1844);
- fondarea Consiliului Învățământului Public (1845) și a Ministerului Educației (Mekatib-i Umumiye Nezareti în 1847, transformat în Maarif Nezareti în 1857);
- abolirea sclaviei și a comerțului cu sclavi (1847);
- fondarea primelor universități moderne (darülfünun, 1848), academii (1848) și școli pentru formarea profesorilor (darülmuallimin, 1848);
- organizarea Ministerului Sănătății (Tıbbiye Nezareti, 1850);
- publicarea primului cod comercial (1850);
- fondarea Academiei de Științe (Encümen-i Daniș, 1851);
- înființarea primei linii de feribot cu vase acționate cu abur Șirket-i Hayriye (1851);
- înființarea tribunalelor după model european (Meclis-i Ahkam-ı Adliye, 1853) și a consiliului suprem juridic (Meclis-i Ali-yi Tanzimat, 1853);
- înființarea municipalității Constantinopolului (Șehremaneti, 1854) și a Consiliului de planificare orășenească (İntizam-ı Șehir Komisyonu, 1855);
- abolirea impozitului pe cap de locuitor  (jizia) plătit de nemusulmani și adoptara unui sistem modern de stabilire și colectare a taxelor (1856);
- acceptarea intrării nemusulmanilor în cadrul armatei (1856);
- înființarea primelor linii de telegraf (1847–1855) și de căi ferate (1856);
- fondarea Băncii Centrale Otomane (cu primul nume Bank-ı Osmanî în 1856 reorganizată ca Bank-ı Osmanî-i Șahane în 1863)[3] și  Bursei Otomane (Dersaadet Tahvilat Borsası, 1866);[4];
- publicarea Codului agricol (Arazi Kanunnamesi, 1857);
- autorizarea funcționării primelor cărți de editură și a tipografiilor private prin Serbesti-i Kürșad Nizamnamesi (1857);
- fondarea Școlii de Științe Economice și Politice (Mekteb-i Mülkiye, 1859);
- apariția primului cod de funcționarea a presei și jurnalismului (Matbuat Nizamnamesi, 1864)[2].

Edictul a fost urmat de Firmanul Imperial de Reformă (Islâhat Hatt-ı Hümâyûnu) din 1856, prin care era proclamată egalitatea totală a cetățenilor indiferent de religie, și de Legea Naționalității din 1869, care a creat cetățenia otomană fără a ține seama de deosebirile religioase sau etnice ale cetățenilor imperiului. 

### Modificarea hatișerifului „Camerei Trandafirului” din 1839
Modificarea hatișerifului „Camerei Trandafirului” a fost prima reformă majoră a Tanzimatului în timpul domniei sultanului Abdulmecid, putând fi considerată  drept un eveniment crucial în procesul de secularizare. Modificarea a vizat desființarea privilegiilor privind dreptul persoanelor fizice de colectare a impozitelor din agricultură și crearea un grup de colectori de taxe plătiți de stat, încadrați în cadrul birocrației guvernamentale. O asemenea reformă a vizat creșterea centralizării statului. O altă modificare a vizat domeniul militar: recrutările soldaților a început din acel moment să se facă în fiecare provincie funcție de mărimea populației. De asemenea, reformele garantau dreptul la viață și la proprietate pentru toți cetățenii, indiferent de religie. Aceasta a pus capăt sistemului care permitea musulmanilor să-și execute servitorii nemusulmani și să le confiște averile. 
Cea mai importantă prevedere a hatișerifului a fost legiferarea egalității în fața legilor a tuturor cetățenilor, indiferent de religie. Nemusulmanii din imperiu erau tratați ca niște cetățeni de rangul doi și erau victime a exploatării funcționarilor corupți. Aceste reforme au căutat să stabilească egalitatea juridică și socială în rândul tuturor cetățenilor otomani. Reformele au eliminat sistemul milleturilor. Acest sistem prevedea existența unor comunități ale supușilor bazate pe apartenența lor religioasă. Aceste comunități funcționau relativ autonom. Unele dintre aceste comunități se bucurau de privilegii mai mari sau mai mici, funcție de credința căreia aparțineau. Reformele au desființat aceste privilegii, toți cetățenii otomani urmând să se supună acelorași legi. 
Noile reforme au vizat o reconstrucție aproape completă a vieții publice din Imperiul Otoman. În timpul reconstrucției a fost înființată o rețea de școli de stat pentru pregătirea clericilor guvernamentali. Otomanii au fost încurajați să se înscrie la aceste școli. Provinciile au fost reorganizate, iar guvernatorul local a început să fie sprijinit în munca sa de un consiliu consultativ. 
Reformele au vizat și modernizarea sistemului financiar, reglementat de deciziile băncii centrale, emiterea bonurilor de tezaur și de monedă divizionară. 
Nu în ultimul rând, reformele au ajutat la extinderea rețelelor de drumuri, canale și căi ferate și îmbunătățirea transportului. 
Modificarea hatișerifului „Camerei Trandafirului” a reprezentat o încercare de occidentalizare. Reformele erau inspirate de idealurile liberale ale Revoluției Franceze, care puneau accent pe om și drepturile individuale. Această modificare a fost concepută ca o măsură de salvare a imperiului prin impunerea modernizării și a mobilizării forțelor naționale. Această adoptare a idealurilor occidentale a vizat și stoparea amestecului puterilor europene în afacerile interne ale Imperiului Otoman. 
Reacțiile la aceste modificări nu au fost doar pozitive. Creștinii din Balcani au refuzat să sprijine reformele deoarece centralizarea statului contravenea doritei autonomii. Mai mult chiar, adoptarea reformelor a stimulat rebeliunile unor provincii care doreau independența. Britanicii au fost cei care au sprijinit păstrarea integrității teritoriale ale Imperiului Otoman, care ar fi trebuit în schimb să pună în practică reformele. Printre tradiționaliștii musulmani au apărut asociații precum Frăția Musulmană, care s-au opus schimbărilor. Deși modificarea hatișerifului „Camerei Trandafirului” și Tanzimatul s-au dovedit a fi linii directoare importante pentru societate, ele nu au înlocuit de fapt constituția care lipsea imperiului și nu a dus scăderea autorității sultanului. 

## Efecte

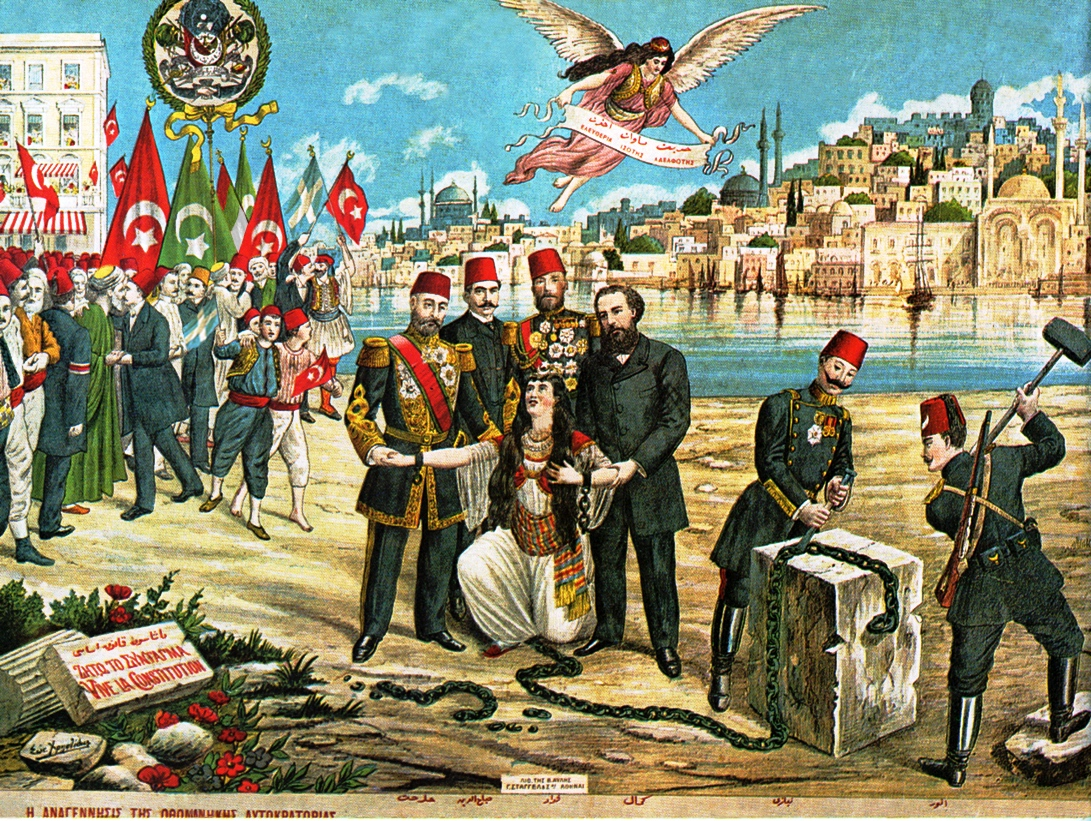
O litografie care sărbătorește Revoluția Junilor Turci cu sursele de inspirație ale mișcării, Midhat Paşa, Prințul Sabahaddin, Fuad Paşa și Namık Kemal, liderii militari Niyazi Bey și Enver Paşa și sloganul „Libertate, egalitate, fraternitate”.

Tanzimatul a avut un efect global pe termen lung. Printre personalitățile educat în școlile fondate în această perioadă se află Mustafa Kemal Atatürk și o serie de lideri progresiști ai Republicii Turcia cât și statelor care aveau să se desprindă din imperiul în Balcani, Orientul Mijlociu și Africa de nord. 
Sistemul fondat de Tanzimat a fost în cele din urmă distrus prin negocieri cu Marile Puteri după încheierea Războiului Crimeii. Ca parte a Cartei din 1856, puterile europene au pretins creșterea suveranității pentru diferitele comunități etnice din cadrul imperiului, împotriva planurilor otomanilor care prevedeau tratamentul egal al tuturor cetățenilor în fața legilor. 
Reformele au dus la creșterea puterii clasei de mijloc creștine și a rolului ei politic și economic. Pe de altă parte, musulmanii nu s-au bucurat de beneficiile reformelor, iar situația lor s-a înrăutățit. Aceasta a dus la creșterea sentimentelor anti-occidentale, la radicalizarea musulmanilor și apariția unor grupuri precum Junii Turci. 
Reformele au culminat în 1876 cu aprobarea primei constituții otomane, care scădea în mod semnificativ puterea sultanului. Perioada deschisă de acest eveniment avea să devină cunoscută ca  „Prima eră constituțională”. Deși sultanul Abdülhamid al II-lea a promulgat constituția, el a devenit oponentul cel mai puternic al legii fundamentale. 
Instituțiile statului au fost reorganizate, legile au fost modernizate, iar învățământul, moda vestimentară, artele și stilul de viață de tip occidental au fost încurajate. 

### Libertatea religioasă
Hatișeriful de reformă din 1856 a urmărit să pună în practică promisiunile Tanzimatului. Acest hatișerif avea prevederi clare cu privire la statutul nemusulmanilor. În mod oficial noile reglementări scoteau în afara legii convertirea forțată la islam și aplicarea pedepsei cu moartea pentru musulmanii care se converteau la alte religii. În practică însă, a existat o continuă presiune pentru convertirea la islam a nemusulmanilor, iar primejdia executării apostaților a rămas prezentă. Din aceste motive, Tanzimatul nu a reușit să promoveze în mod activ libertatea religioasă. În fapt, pentru „elita conducătoare otomană, ‚libertatea religioasă’ a însemnat ‚libertatea de apărare a religiei lor’”..
În Liban, reformele Tanzimatului au avut ca scop reîntoarcerea la egalitatea tradițională a tuturor supușilor în fața legii. Sublima Poartă a presupus că ierarhia și ordinea socială nu vor fi schimbate de reforme, în fapt însă cetățenii imperiului au înțeles diferit obiectivele Tanzimatului. Elitele libaneze au interpretat reformele într-un mod total diferit de restul imperiului. Drept urmare, „Oficialii europeni și otomani s-au angajat într-o competiție pentru câștigarea loialității localnicilor – francezii pretinzând că protejează maroniții, britanicii druzii, iar otomanii proclamând bunăvoința sultanului față de toți supușii săi, indiferent de religie”
În Palestina, reformele din domeniul agriculturii, în special cea din 1858, a permis evreilor ruși să cumpere pământ în regiune, ceea ce a  dus la sosirea a unui prim val de emigranți. Pentru mărirea bazei de impozitare, otomanii au cerut arabilor din Palestina, ca de altfel tuturor cetățenilor imperiului, să-și înregistreze proprietățile. Cum numeroși fellahini încercau să evite plata impozitelor sau erau analfabeți, o serie de mukhtari locali au înregistrat pe numele lor toate pământurile sătenilor. Astfel, ei au pretins mai târziu proprietatea asupra acestor terenuri, pe care le-au vândut mai apoi emigranților evrei. După asemenea vânzări frauduloase, falșii proprietari și-a schimbat domiciliul în Siria sau Anatolia.
În ceea ce privește Armenia, guvernul otoman a aprobat Constituția Națională Armeană (în limba turcă: "Nizâmnâme−i Millet−i Ermeniyân") din 1863. Acest cod era format din 150 de articole concepute de intelectuali armeni. Constituția definea puterile Patriarhului armean în sistemul milleturilor otomane și consfințea crearea noii Adunări Naționale Armene. .